# Savoryella paucispora
Savoryella paucispora är en svampart som först beskrevs av Cribb & J.W. Cribb, och fick sitt nu gällande namn av J. Koch 1982. Savoryella paucispora ingår i släktet Savoryella, klassen Sordariomycetes, divisionen sporsäcksvampar och riket svampar.   Inga underarter finns listade i Catalogue of Life.